# 狩野健太
狩野 健太（かのう けんた、1986年5月2日 - ）は、静岡県静岡市葵区出身の元プロサッカー選手。現役時代のポジションはミッドフィールダー。

## 来歴
静岡学園高等学校から2005年に横浜F・マリノスに入団し、プロ入りした。プロ入り時には出身地にある清水エスパルスなど複数クラブから入団の誘いを受けたが、最終的に横浜FMを選択した。
プロ2年目の2006年からはある程度試合に出場したものの、レギュラーを獲得するまでには至らなかった。そうした状況が変わったのは2008年であった。この年、横浜FMはJ1残留争いに巻き込まれ、桑原隆から木村浩吉へ監督が交代した。木村は狩野を抜擢すると、狩野はそれにこたえる活躍を見せ、残留争いから脱出する原動力になった。2009年も引き続きレギュラーとしてプレーし、自己最多の28試合に出場し、同じく自己最多の4ゴールを挙げた。
しかし、2010年に中村俊輔がチームに復帰したことでポジション争いが激化し、この年に就任した木村和司は狩野をメンバーから外すことが多くなり、2011年も木村が指揮を執ったため、狩野の出番は更に限られた。2012年は監督が木村から樋口靖洋に変わったものの、J1リーグ戦では途中交代出場のみの4試合の出場となり、シーズン終了後に戦力外通告を受けた。
2013年に柏レイソルに加入した。柏は高校時代にも獲得のオファーを出しており、8年越しの入団実現となった。
2015年、柏レイソルから契約満了が発表される。
2016年1月1日、川崎フロンターレへ完全移籍することを発表した。
開幕当初はスタメンで出場してたものの、徐々に出番を失いベンチを温める日が続いた。
4月6日ナビスコ杯、アルビレックス新潟戦で先発を果たし、前半20分PKを決め、移籍後初ゴールをあげた。また、後半37分にゴールを決め、合計2得点を挙げて勝利に貢献した。
2017年をもって契約満了に伴い退団。
2018年4月、徳島ヴォルティスへの加入が発表された。
2020年1月13日、徳島ヴォルティスから契約満了が発表される。
2020年7月1日引退を発表。
同時にKentaKano Official HPを開設し、プライベートサッカートレーニングを開始する事を発表した。
2021年1月15日、川崎フロンターレのスクール・普及コーチに就任することが発表された。

## エピソード
- 1993年Jリーグ開幕節に感銘を受けてサッカーを始めた[14]。

## 所属クラブ
ユース経歴
- 静岡市立麻機小学校
- 1999年 - 2000年 東海第一中学校
- 2002年 - 2004年 静岡学園高等学校

プロ経歴
- 2005年 - 2012年  横浜F・マリノス
- 2013年 - 2015年  柏レイソル
- 2016年 - 2017年  川崎フロンターレ
- 2018年4月 - 2019年  徳島ヴォルティス

## 個人成績
| 国内大会個人成績 | 国内大会個人成績 | 国内大会個人成績 | 国内大会個人成績 | 国内大会個人成績 | 国内大会個人成績 | 国内大会個人成績 | 国内大会個人成績 | 国内大会個人成績 | 国内大会個人成績 | 国内大会個人成績 | 国内大会個人成績 |
| 年度             | クラブ           | 背番号           | リーグ           | リーグ戦         | リーグ戦         | リーグ杯         | リーグ杯         | オープン杯       | オープン杯       | 期間通算         | 期間通算         |
| 年度             | クラブ           | 背番号           | リーグ           | 出場             | 得点             | 出場             | 得点             | 出場             | 得点             | 出場             | 得点             |
| 日本             | 日本             | 日本             | 日本             | リーグ戦         | リーグ戦         | リーグ杯         | リーグ杯         | 天皇杯           | 天皇杯           | 期間通算         | 期間通算         |
| ---------------- | ---------------- | ---------------- | ---------------- | ---------------- | ---------------- | ---------------- | ---------------- | ---------------- | ---------------- | ---------------- | ---------------- |
| 2005             | 横浜FM           | 29               | J1               | 1                | 0                | 0                | 0                | 0                | 0                | 1                | 0                |
| 2006             | 横浜FM           | 29               | J1               | 13               | 1                | 8                | 1                | 3                | 0                | 24               | 2                |
| 2007             | 横浜FM           | 14               | J1               | 18               | 0                | 4                | 1                | 2                | 1                | 24               | 2                |
| 2008             | 横浜FM           | 14               | J1               | 13               | 3                | 0                | 0                | 4                | 2                | 17               | 5                |
| 2009             | 横浜FM           | 14               | J1               | 28               | 4                | 9                | 1                | 3                | 1                | 40               | 6                |
| 2010             | 横浜FM           | 14               | J1               | 20               | 1                | 5                | 0                | 2                | 0                | 27               | 1                |
| 2011             | 横浜FM           | 14               | J1               | 10               | 0                | 3                | 0                | 1                | 0                | 14               | 0                |
| 2012             | 横浜FM           | 14               | J1               | 4                | 0                | 4                | 0                | 4                | 1                | 12               | 1                |
| 2013             | 柏               | 14               | J1               | 18               | 2                | 2                | 0                | 2                | 0                | 22               | 2                |
| 2014             | 柏               | 14               | J1               | 13               | 1                | 2                | 0                | 1                | 0                | 16               | 1                |
| 2015             | 柏               | 14               | J1               | 3                | 0                | 0                | 0                | 1                | 0                | 4                | 0                |
| 2016             | 川崎             | 25               | J1               | 5                | 1                | 4                | 2                | 0                | 0                | 9                | 3                |
| 2017             | 川崎             | 25               | J1               | 2                | 0                | 2                | 0                | 2                | 0                | 6                | 0                |
| 2018             | 徳島             | 41               | J2               | 17               | 1                | -                | -                | 1                | 0                | 18               | 1                |
| 2019             | 徳島             | 10               | J2               | 12               | 0                | -                | -                | 0                | 0                | 12               | 0                |
| 通算             | 日本             | 日本             | J1               | 148              | 13               | 43               | 5                | 25               | 5                | 216              | 23               |
| 通算             | 日本             | 日本             | J2               | 29               | 1                | -                | -                | 1                | 0                | 30               | 1                |
| 総通算           | 総通算           | 総通算           | 総通算           | 177              | 14               | 43               | 5                | 26               | 5                | 246              | 24               |

| 国際大会個人成績 | 国際大会個人成績 | 国際大会個人成績 | 国際大会個人成績 | 国際大会個人成績 |
| 年度             | クラブ           | 背番号           | 出場             | 得点             |
| AFC              | AFC              | AFC              | AFC CL           | AFC CL           |
| ---------------- | ---------------- | ---------------- | ---------------- | ---------------- |
| 2013             | 柏               | 14               | 4                | 1                |
| 2015             | 柏               | 14               | 1                | 0                |
| 2017             | 川崎             | 25               | 2                | 0                |
| 通算             | AFC              | AFC              | 7                | 1                |

- 2005年4月24日 - プロ初出場 (Jリーグ) - 大宮アルディージャ戦 (日産スタジアム)
- 2006年4月15日 - プロ初得点 (Jリーグ) - ガンバ大阪戦 (日産スタジアム)
- 2013年3月13日 - プロ初出場＆初得点 (ACL) - セントラルコースト・マリナーズFC戦 （日立柏サッカー場）

## タイトル

### クラブ
柏レイソル
- Jリーグカップ : 1回 (2013年)

川崎フロンターレ
- J1リーグ : 1回 (2017年)

## 代表歴
- 2007年 U-22日本選抜

## 指導歴
- 2021年 -  川崎フロンターレ
  - 2021年 スクール・普及コーチ
  - 2022年 スクール・普及コーチ 兼 U-12サポートコーチ
  - 2023年 U-12 コーチ
  - 2024年 トップチーム コーチ
  - 2025年 - U-15生田 コーチ